# Disfunción eréctil
La disfunción eréctil (antes impotencia sexual; véase más abajo) es la incapacidad repetida de lograr o mantener una erección lo suficientemente firme como para tener una relación sexual satisfactoria.

## Consideraciones estadísticas
La disfunción eréctil (o DE) puede ser, aunque no necesariamente, una incapacidad para alcanzar una erección satisfactoria, una capacidad inconsistente para hacerlo o bien la tendencia a tener únicamente erecciones breves. 
Estas variaciones hacen difícil definirla y calcular su incidencia.
Los cálculos varían desde 20 hasta 30 millones de casos, según la definición que se utilice. De acuerdo con la encuesta de Atención Médica Ambulatoria Nacional (NAMCS, según sus siglas en inglés. Ver: https://www.census.gov/programs-surveys/namcs.html), por cada 1000 hombres en Estados Unidos, hubo un total de 7,7 visitas al consultorio médico por DE en 1985. En 1999, la frecuencia casi se había triplicado a 22,3. El aumento se produjo de modo gradual, presuntamente a medida que se pusieron a disposición más ampliamente tratamientos tales como los dispositivos de vacío y los medicamentos inyectables y comenzó a aceptarse la discusión de la disfunción eréctil. Es posible que el avance más publicitado haya sido la introducción del medicamento oral citrato de sildenafil (Viagra) en marzo de 1998. Los datos de NAMCS acerca de medicamentos nuevos muestran un cálculo de 2,6 millones de menciones de Viagra en visitas al consultorio médico en 1999, y un tercio de esas menciones tuvieron lugar durante visitas para un diagnóstico no relacionado con DE.

## Causas
En los hombres mayores, la DE generalmente tiene una causa física, como una enfermedad, una lesión o efectos secundarios de medicamentos. Cualquier trastorno que cause una lesión en los nervios o que deteriore el flujo de sangre al pene puede causar DE. La incidencia aumenta con la edad: alrededor del 5 por ciento de los hombres de 40 años de edad y entre el 15 y el 25 por ciento de los hombres de 65 años de edad experimentan DE. Sin embargo, la disfunción eréctil no es necesariamente una parte inevitable del proceso de envejecimiento.
Debido a que una erección requiere una secuencia precisa de eventos, la DE puede presentarse cuando cualquiera de tales eventos se interrumpe. La secuencia completa incluye los impulsos de los nervios en el cerebro, en la columna vertebral y en el área alrededor del pene, así como las respuestas de los músculos, los tejidos fibrosos, las venas y las arterias en y cerca de los cuerpos cavernosos del pene.[cita requerida]
Debido a la toma de fármacos para tratar problemas del hígado. [cita requerida]
La causa más común de DE es el daño a las arterias (la etiología vascular de la disfunción eréctil está presente en el 60 % de los pacientes con DE), a los nervios, a los músculos lisos y a los tejidos fibrosos, a menudo como resultado de una enfermedad. Enfermedades tales como la diabetes, las afecciones del riñón, el alcoholismo crónico, la esclerosis múltiple, la arteriosclerosis, la psoriasis, las enfermedades vasculares y las enfermedades neurológicas son responsables de alrededor del 70 por ciento de los casos de DE. Entre el 35 y el 50 por ciento de los varones con diabetes padecen DE.
Una cirugía (especialmente la cirugía radical de próstata, debido a cáncer) puede lesionar también nervios y arterias cerca del pene y causar DE. Una lesión en el pene, en la columna vertebral, en la próstata, en la vejiga y en la pelvis puede llevar a DE y producir lesión en los nervios, en los músculos lisos, en las arterias y en los tejidos fibrosos de los cuerpos cavernosos.
Isotretinoína y muchos medicamentos comunes —medicamentos para la presión arterial, antihistamínicos, antidepresivos, tranquilizantes, supresores del apetito y cimetidina (un medicamento para la úlcera)— pueden causar DE como efecto secundario.
Factores emocionales tales como el estrés, la ansiedad, la culpa, la depresión, una baja autoestima y el miedo a no funcionar bien en el coito como se espera causan del 10 al 20 por ciento de los casos de DE.[cita requerida] Los hombres con una causa física de DE experimentan a menudo el mismo tipo de reacciones psicológicas (estrés, ansiedad, culpa, depresión).
Otras causas posibles son el tabaquismo y el consumo excesivo de bebidas alcohólicas y el consumo excesivo de la marihuana, que afectan el flujo sanguíneo en las venas y en las arterias, y anormalidades en las hormonas, como, por ejemplo, una cantidad insuficiente de testosterona. El incremento de prolactina que pueden producir algunos fármacos, como los ansiolíticos y antipsicóticos (risperidona, olanzapina, haloperidol), puede provocar también disfunción eréctil.[cita requerida] Las causas hormonales suelen afectar también la libido.[cita requerida]

## Tratamiento de la DE

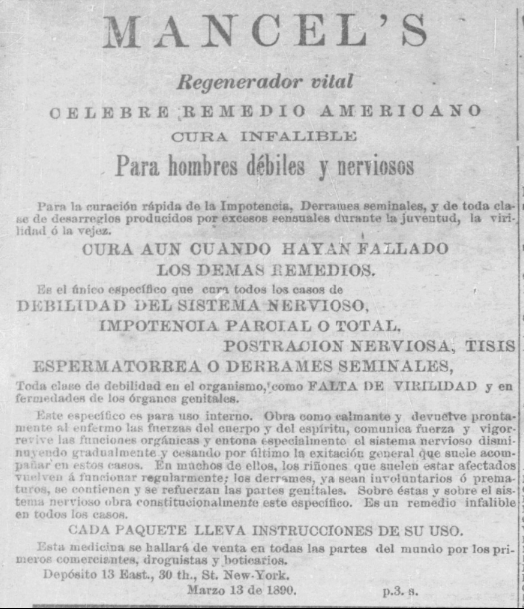
Anuncio con la cura para la impotencia, en el periódico La Democracia, en 1891

La DE es tratable a cualquier edad, y el conocimiento de este hecho ha ido creciendo. Más hombres han buscado ayuda y regresado a la actividad sexual normal debido a tratamientos mejorados y exitosos de la DE. Tradicionalmente los urólogos, quienes se especializan en problemas de las vías urinarias, han tratado la DE; sin embargo, los urólogos solo son responsables del 25 por ciento de las menciones de sildenafilo en 1999.
En general, los especialistas en medicina familiar (médicos de cabecera especializados) son, junto a los urólogos, los cardiólogos y los psiquiatras, los mejor formados para la valoración, manejo y tratamiento de la disfunción eréctil. Las principales ventajas que aportan frente a los demás especialistas son la visión integral del paciente, la proximidad, la accesibilidad y la capacidad para la entrevista clínica.
En la actualidad se está estudiando la aplicación de la terapia con células madres en el tratamiento de la disfunción eréctil. La mayoría de estudios en animales modelo se han hecho a partir de células madre de la médula ósea, del tejido adiposo u obtenidas del cordón umbilical. Los resultados indican que la inyección de células madre beneficia la restauración de la función eréctil y la fisiología del pene. Estas mejoras parecen deberse a factores paracrinos secretados por las células inyectadas: crioprotectores, anti-fibróticos y moléculas anti-apoptóticas, más que por la diferenciación de estas células madre. El único estudio preclínico llevado en pacientes fue a partir de células del cordón umbilical que fueron inyectadas en pacientes con disfunción eréctil asociada a la diabetes. Los pacientes experimentaron una mejora en la erección y un aumento en la rigidez del pene, especialmente cuando se combinaban con las clásicos inhibidores de la fosfodiesterasa.

## Los términosimpotencia sexualydisfunción eréctil(DE)
Aunque el término impotencia (del latín impotens, "no poder") se usa coloquialmente para describir los problemas que interfieren con la relación sexual y con la reproducción, tales como la falta de deseo sexual (véase libido) y los problemas con la eyaculación o con el orgasmo, los especialistas en sexología y educación sexual concuerdan, sin embargo, que el uso del término disfunción eréctil resulta mucho más adecuado, pues no implica una calificación ni un prejuicio de la persona que presenta esa dificultad.
La DE es algo muy frecuente; se ha calculado que afecta en mayor o menor grado a la mitad de los hombres entre los 40 y los 70 años. Pero no es un tema que se trate abiertamente, pues forma parte de la vida íntima de los individuos y de las parejas. Mitos y expectativas culturales de la sexualidad masculina han impedido a muchos varones buscar ayuda para un trastorno que puede beneficiarse, en la mayoría de los casos, de un tratamiento relativamente sencillo.
Aunque puede decirse con seguridad que todo hombre experimenta de vez en cuando dificultades para mantener la erección, la disfunción eréctil se define como la incapacidad para mantener una erección suficiente para el coito al menos en el 25 por ciento de los intentos.
Impotencia sexual es el nombre con el que se sigue conociendo a la disfunción eréctil. Ya no se considera el nombre técnicamente correcto, sin embargo. Es la incapacidad constante de mantener la erección suficiente para el coito. Los hombres tensos, con ansiedad y sobreocupados en ocasiones no pueden lograr esa concentración necesaria, lo que genera dificultad para obtener y sostener la erección del pene. Existen otras causas, como los problemas vasculares. También sigue usándose el término latino impotencia erigendi, es decir, la incapacidad para la erección del pene.

## Otros usos médicos del términoimpotencia
El término impotencia se aplica también, médicamente, en los siguientes casos:
- Impotencia coeundi: Imposibilidad para el coito.[6]
- Impotencia generandi: Incapacidad de procrear, aunque la penetración sea posible. Es sinónimo de esterilidad.[6]
- Impotencia psíquica: Para los casos en los que la disfunción eréctil se debe a factores emocionales y no orgánicos antes se clasificaba con este término.

## Causas de la disfunción eréctil
Pueden aparecer combinadas:
- Orgánicas: son las de origen anatómico, genitourinario, urológico (lesiones congénitas del pene), endocrino (diabetes), infeccioso, neurológico (lesiones cerebrales, lesiones medulares), vascular (arteriosclerosis) o farmacológicas (por el consumo de sustancias adictivas: alcoholismo, tabaquismo, algunos medicamentos, sustancias adictivas ilegales) (constituyen el 15 % de los casos).[6]
- Traumáticas: una fractura de la pelvis, por ejemplo.[6]
- Psicológicas: debido a factores afectivos, de desarrollo, interpersonales, de conocimientos, ansiedad, miedo al fracaso, sentimientos de culpa, infidelidad, eyaculación precoz previa, inseguridad emocional, etc.[6] Solamente el 18 % de las personas que la sufren lo consulta con su médico, mientras que únicamente el 33 % de los pacientes se comunica con su pareja. Todo ello provoca una reacción negativa de su pareja y un aislamiento que acaba por agravar el problema, aumentando el estrés, disminuyendo la autoestima y dificultando la solución a la disfunción eréctil psicológica. También se le conoce como disfunción eréctil psicógena.[7]
- Radioterapia: La irradiación pélvica en cáncer de próstata, vejiga, recto puede afectar al bulbo del pene que es considerado un órgano de riesgo.

La DE se puede presentar por alteración de uno o varios de los tres mecanismos responsables de la erección: bloqueo de las arterias; incapacidad de los vasos sanguíneos dentro del pene para almacenar la sangre, o daño en los nervios del pene o del área pelviana. También pueden ser responsables de una DE otras disfunciones fisiológicas, como bajos niveles de hormona masculina (testosterona).

## Factores de riesgo
Los hábitos de riesgo que pueden conducir a que se desarrolle DE son: el consumo de sustancias adictivas legales (tabaquismo, el consumo excesivo de alcohol) o ilegales, el estrés. Un indicador de la DE física, en contraposición con la psicológica, es la incapacidad de experimentar o mantener una erección al despertarse por la mañana. La DE que persista por más de tres meses y que no sea debida a un suceso estresante evidente, al consumo de sustancias adictivas, al consumo de alcohol o a afecciones médicas transitorias que causan DE señala la necesidad de recibir atención médica por parte de un urólogo.

## Metodología de estudio en la disfunción eréctil
Al ser causada por diversas enfermedades, se impone un estudio multidisciplinario integrado en un mismo equipo de trabajo. Se realiza una exhaustiva historia clínica del caso, se realizan estudios bioquímicos y hormonales, un perfil psicológico, pruebas vasculares y estudios radiológicos. Todo esto, sumado a un examen físico urológico y andrológico, cardiocirculatorio y neurológico, conduce al diagnóstico.

## Cuestionarios
Los más utilizados son el IIEF (International Index of Erectile Function, es decir, el Índice Internacional de la Función Eréctil) y su versión más sencilla: el test SHIM (Sexual Health Inventory for Men, es decir, el Inventario de Salud Sexual para Varones).